# Charles Devineau
Charles Devineau, né le 2 août 1979 à Cholet, est un footballeur français reconverti entraîneur. Il évolue au poste de milieu de terrain de 1998 à 2011. Il actuellement est manager général de l'AS La Châtaigneraie en Régional 1.

## Biographie

### Le joueur (1994-2011)
Charles Devineau commence le football à 7 ans à La Girardière. En mai 1994, il dispute avec la sélection de la Ligue Atlantique la phase finale de la Coupe nationale des minimes. Parmi ses coéquipiers, le futur international Anthony Reveillère.
Formé au FC Nantes, il compte une quarantaine de sélection avec les équipes de France jeunes. Né un 2 août, soit un jour après le seuil de catégorie d'âge de l'époque, il bénéficie largement de l'effet de l'âge relatif. Il est finaliste de l'Euro des moins de 16 ans en 1996, avec une génération qui compte quatre futurs internationaux dans ses rangs (Sébastien Frey, Jérémie Bréchet, Anthony Réveillère et Steed Malbranque). Il signe un contrat espoir à l'été 1997.
Il porte les couleurs des Canaris en D1 de 1998 à 2002, signant au passage son premier contrat professionnel en mars 1999. Sous les ordres de Raynald Denoueix, il remporte deux fois la Coupe de France (1999 et 2000). Le 15 février 2000, il inscrit un doublé face à l'Olympique lyonnais au cours d'une rencontre que le FC Nantes remporte 6-1. Il remporte le titre de champion de France 2001 avec le FC Nantes même s'il n'a disputé qu'un match et terminé la saison en prêt au Stade lavallois (D2), club qu'il retrouvera l'année suivante à la fin de son contrat avec le FC Nantes.
En trois saisons à Laval il joue près d'une centaine de matches. En 2005 il est le deuxième Lavallois le mieux noté au classement des étoiles du magazine France Football. Son contrat n'est pourtant pas prolongé, et il est contraint de s'entraîner avec l'UNFP pendant l'été. Il envoie une vingtaine de CV en Ligue 1, Ligue 2 et National, sans réponse positive. Ses essais à Leiria, au Cercle Bruges et à La Gantoise n'ayant pas abouti, il signe en septembre une licence amateur à La Châtaigneraie, club vendéen de Division d'Honneur. Il rejoint Cholet en 2006, toujours en DH. Au terme de la saison 2008-2009, Charles Devineau et le SO Cholet accèdent au CFA2.

### L'entraîneur (depuis 2011)
En juin 2010, Charles Devineau s'engage avec le club de La Roche-sur-Yon VF (DH). En mars 2011, à la suite de la démission de l'entraîneur Jean-Philippe Faure, il prend en charge l'entrainement de l'équipe, étant la seule personne au club titulaire du DEF, diplôme requis pour entraîner en DH.
Il retourne au SO Cholet en juillet 2011, comme entraîneur général. En mai 2014, il annonce son départ de Cholet pour le FC Nantes où il s'occupe des U19.
Non conservé en 2017, il rejoint Lyon pour entrainer l'équipe féminine de l'OL comme adjoint de Reynald Pedros. Il est double champion de France de D1 féminine en 2018 et 2019.
En juin 2019, il redevient entraîneur de La Roche-sur-Yon Vendée Football, alors en National 3. Dès sa première saison, il parvient à placer son club en tête du championnat, mais la pandémie de Covid-19 stoppe brusquement la compétition. La FFF décide finalement d'attribuer la montée à l'équipe du groupe qui possède le ratio points/match le plus élevé, ce qui profite aux Voltigeurs de Châteaubriant. Frédéric Reculeau lui succède en 2022.
Depuis 2022 Charles Devineau est manager général de l'AS La Châtaigneraie en R1, salarié à temps complet. En 2023 il atteint les trente-deuxièmes de finale de la Coupe de France.

## Carrière de joueur
- 1994-déc. 2000 :  FC Nantes
- déc. 2000-2001 :  Stade lavallois
- 2001-2002 :  FC Nantes
- 2002-2005 :  Stade lavallois
- 2005-2006 :  La Châtaigneraie
- 2006-2010 :  SO Cholet
- 2010-2011 :  La Roche VF

## Carrière d'entraineur
- 2010-2011 :  La Roche VF
- 2011-2014 :  SO Cholet (entraîneur général)[10]
- 2014-2017 :  FC Nantes (entraîneur U19)
- 2017-2019 :  Olympique lyonnais (entraîneur adjoint équipe féminine)
- 2019-2022 :  La Roche VF (équipe première)
- 2022- :   AS La Châtaigneraie

## Palmarès
- Champion de France de D1 en 2001 avec le FC Nantes
- Vainqueur de la Coupe de France en 1999 et 2000 avec le FC Nantes
- Troisième du Tournoi de Toulon en 1999 avec l'équipe de France espoirs.
- Champion de Division Honneur (Atlantique) en 2009 avec Cholet

## Statistiques
- Championnat :
  -  51 matchs et 6 buts en Ligue 1
  -  102 matchs et 10 buts en Ligue 2

- Coupes d'Europe :
  - 4 matchs et 0 but en Ligue des Champions
  - 2 matchs et 1 but en Coupe UEFA

## Vie personnelle
Il est le cousin de Grégoire Amiot, footballeur professionnel né en 1995.